# Uniformované složky Spojených států amerických
Uniformované složky Spojených států nebo též uniformované služby Spojených států (anglicky uniformed services of the United States) je souhrnné označení pro organizace federální vlády Spojených států amerických, které jsou vojensky nebo polovojensky řízeny a na jejich příslušníky se vztahují stejnokrojové a jiné vojenské předpisy. Od roku 2019 je takovýchto složek osm – šest složek ozbrojených sil a dvě další služby.

## Seznam
| Logo | Název | Datum vzniku       | Nadřízené ministerstvo                                                            | Systém hodností |
| ---- | --- | ------------------ | --------------------------------------------------------------------------------- | --------------- |
|      | Armáda (United States Army) | 14. června 1775    | ministerstvo obrany                                                               | armádní         |
|      | Námořnictvo (United States Navy) | 13. října 1775     | ministerstvo obrany                                                               | námořní         |
|      | Námořní pěchota (United States Marine Corps)                                                                                         | 10. listopadu 1775 | ministerstvo obrany                                                               | armádní         |
|      | Pobřežní stráž (United States Coast Guard)                                                                                           | 4. srpna 1790      | ministerstvo vnitřní bezpečnosti (v době míru) ministerstvo obrany (v době války) | námořní         |
|      | Uniformovaný sbor Služby veřejného zdraví (Public Health Service Commissioned Corps)                                                 | 4. ledna 1889      | ministerstvo zdravotnictví a sociální péče                                        | námořní         |
|      | Uniformovaný sbor Národního úřadu pro oceán a atmosféru (National Oceanic and Atmospheric Administration Commissioned Officer Corps) | 22. května 1917    | ministerstvo obchodu                                                              | námořní         |
|      | Letectvo (United States Air Force)                                                                                                   | 18. září 1947      | ministerstvo obrany                                                               | armádní         |
|      | Vesmírné síly (United States Space Force)                                                                                            | 20. prosince 2019  | ministerstvo obrany                                                               | armádní         |